# Análise dimensional
A análise dimensional tem sua grande utilidade na previsão, verificação e resolução de equações que relacionam as grandezas físicas garantindo sua integridade e homogeneidade. Este procedimento auxilia a minimizar a necessidade de memorização das equações. Em análise dimensional tratamos as dimensões como grandezas algébricas, isto é, apenas adicionamos ou subtraímos grandezas nas equações quando elas possuem a mesma dimensão.
Em engenharia e ciência, a análise dimensional é a análise das relações entre diferentes quantidades físicas, identificando suas quantidades básicas (como comprimento, massa, tempo e carga elétrica) e unidades de medida (como milhas x quilômetros ou libras x . quilogramas) e rastreando essas dimensões à medida que cálculos ou comparações são realizados. A conversão de unidades de uma unidade dimensional para outra é muitas vezes mais fácil dentro da métrica ou sistema do que em outros, devido à base 10 regular em todas as unidades. A análise dimensional, ou mais especificamente o método de rótulo de fator, também conhecido como método de fator de unidade, é uma técnica amplamente usada para tais conversões usando as regras da álgebra.
Os teoremas de Buckingham e de Bridgman são teoremas centrais na análise dimensional.

## Analisando dimensionalmente uma equação
No Sistema Internacional de Unidades são utilizadas sete grandezas fundamentais:
- Comprimento (metro)
- Massa (quilograma)
- Tempo (segundo)
- Intensidade de corrente elétrica (Ampere)
- Temperatura termodinâmica (Kelvin)
- Intensidade luminosa (candela)
- Quantidade de matéria (mol)

Porém, em análise dimensional utilizamos apenas três grandezas massa, comprimento e tempo, as quais são representadas pelas letras M, L e T respectivamente. Podemos, a partir dessas grandezas determinar uma série de outras, por exemplo, analisando dimensionalmente a equação da velocidade no movimento uniforme (MRU) temos:
{\displaystyle v={\frac {\Delta s}{\Delta t}}}
Nessa expressão, {\displaystyle v} representa a velocidade, {\displaystyle \Delta s} o deslocamento e {\displaystyle \Delta t} o intervalo de tempo. Uma vez que {\displaystyle [\Delta s]=L} e {\displaystyle [\Delta t]=T}, decorre que:
{\displaystyle [v]={\frac {L}{T}}=LM^{0}T^{-1}}

## História
As origens da análise dimensional foram contestadas por historiadores.
A primeira aplicação escrita da análise dimensional foi creditada a um artigo de François Daviet na Academia de Ciências de Torino. Daviet teve o mestre Lagrange como professor. Suas obras fundamentais estão contidas na acta da Academia datada de 1799.
Isso levou à conclusão de que as leis significativas devem ser equações homogêneas em suas várias unidades de medida, um resultado que foi posteriormente formalizado no teorema π de Buckingham. Simeon Poisson também tratou do mesmo problema da lei do paralelogramo de Daviet, em seu tratado de 1811 e 1833 (vol I, p. 39). Na segunda edição de 1833, Poisson introduz explicitamente o termo dimensão em vez da homogeneidade de Daviet.
Em 1822, o importante cientista napoleônico Joseph Fourier fez as primeiras contribuições importantes creditadas base na ideia de que leis físicas como {\displaystyle F=ma} devem ser independentes das unidades empregadas para medir as variáveis físicas.
Maxwell desempenhou um papel importante no estabelecimento do uso moderno da análise dimensional, distinguindo massa, comprimento e tempo como unidades fundamentais, enquanto se referia a outras unidades como derivadas. Embora Maxwell tenha definido comprimento, tempo e massa como "as três unidades fundamentais", ele também observou que a massa gravitacional pode ser derivada de comprimento e {\displaystyle M=L^{3}T^{-2}}tempo assumindo uma forma da lei da gravitação universal de Newton em que a constante gravitacional {\displaystyle G} é tomado como unidade, definindo assim {\displaystyle M=L^{3}T^{-2}}. Ao assumir uma forma da lei de Coulomb na qual a constante {\displaystyle k_{e}} é tomada como unidade, Maxwell então determinou que as dimensões de uma unidade eletrostática de carga eram  {\displaystyle Q=L^{3/2}M^{1/2}T^{-1}} , que, após substituir sua equação {\displaystyle M=L^{3}T^{-2}} para massa, resulta em carga com as mesmas dimensões que a massa, viz. {\displaystyle Q=L^{3}T^{-2}} .
A análise dimensional também é usada para derivar relações entre as quantidades físicas que estão envolvidas em um fenómeno particular que se deseja compreender e caracterizar. Foi usado pela primeira vez (Pesic 2005) dessa forma em 1872 por Lord Rayleigh, que estava tentando entender porque o céu é azul. Rayleigh publicou a técnica pela primeira vez em seu livro de 1877, The Theory of Sound.
O significado original da palavra dimensão, na Theorie de la Chaleur de Fourier, era o valor numérico dos expoentes das unidades básicas. Por exemplo, a aceleração foi considerada como tendo a dimensão 1 em relação à unidade de comprimento e a dimensão −2 em relação à unidade de tempo.Isso foi ligeiramente alterado por Maxwell, que disse que as dimensões da aceleração são {\displaystyle LT^{-2}} , em vez de apenas os expoentes.

## Definição abrangente
A dimensão de uma quantidade física pode ser expressa como um produto das dimensões físicas básicas, como comprimento, massa e tempo, cada uma elevada a uma potência racional. A dimensão de uma quantidade física é mais fundamental do que alguma unidade de escala usada para expressar a quantidade dessa quantidade física. Por exemplo, a massa é uma dimensão, enquanto o quilograma é uma unidade de escala particular escolhida para expressar uma quantidade de massa. Exceto para unidades naturais, a escolha da escala é cultural e arbitrária.
Existem muitas opções possíveis de dimensões físicas básicas. O padrão SI recomenda o uso das seguintes dimensões e símbolos correspondentes: comprimento (L), massa (M), tempo (T), corrente elétrica (I), temperatura absoluta (Θ), quantidade de substância (N) e intensidade luminosa (J). Os símbolos são, por convenção, geralmente escritos em fonte roman sans serif .
A unidade escolhida para expressar uma quantidade física e sua dimensão estão relacionadas, mas não são conceitos idênticos. As unidades de uma quantidade física são definidas por convenção e relacionadas a algum padrão; por exemplo, o comprimento pode ter unidades de metros, pés, polegadas, milhas ou micrómetros; mas qualquer comprimento sempre tem uma dimensão de L, não importa quais unidades de comprimento sejam escolhidas para expressá-lo. Duas unidades diferentes da mesma quantidade física têm fatores de conversão que as relacionam. Por exemplo, 1 in = 2,54 cm; neste caso (2,54 cm / in) é o fator de conversão, ele próprio adimensional. Portanto, a multiplicação por esse fator de conversão não altera as dimensões de uma quantidade física.

Também existem físicos que lançaram dúvidas sobre a própria existência de dimensões fundamentais incompatíveis da quantidade física, embora isso não invalide a utilidade da análise dimensional.